# Maga Magò
Maga Magò (Madame Mim) è un personaggio immaginario che compare la prima volta nel lungometraggio di animazione La spada nella roccia per poi essere presente in numerose storie a fumetti. Il suo nome originale è Madame Mim.
Nei libri di T.H. White da cui è tratto il film, Maga Magò è presente solo nelle edizioni originali, mentre fu tagliata nelle stesure revisionate. Disney decise di recuperare il personaggio rendendolo più comico.

## Nell'animazione
Maga Magò, principale antagonista del Classico Disney La spada nella roccia (1963), viene presentata come una fattucchiera anziana, corpulenta e rissosa, acerrima nemica di Mago Merlino. Vive da sola in una casupola nel bosco ed ha una passione sfrenata per giochi e scommesse. È disposta a fare qualsiasi cosa per vincere, anche barare. I due maghi fanno un duello di magia in cui si trasformano in animali e infine Magò decide di imbrogliare trasformandosi in un drago, nonostante i due avessero stabilito di non tramutarsi in animali immaginari; Merlino tuttavia la batte d'astuzia mutandosi in un microscopico germe che la infetterà e la costringerà a letto, vincendo così il duello.
Oltre che nella Spada nella roccia, Maga Magò compare talvolta in House of Mouse - Il Topoclub, come ospite di Topolino con altri personaggi della Disney e la si vede nella sfilata di cattivi all'interno del lungometraggio speciale Topolino & i cattivi Disney, dove è disegnata con i capelli grigi anziché violetti, ma non ha nessun dialogo.

## Nei fumetti
Maga Magò debutta nei fumetti nell'adattamento de La spada nella roccia realizzato nello stesso anno dell'uscita del lungometraggio; nel 1964 Tony Strobl (con i disegni di Steve Steere) la "recupera" inserendola nel microcosmo di Paperopoli, facendola interagire dapprima con la Banda Bassotti, che capita dalle parti della sua casetta nel bosco dove vive con il gatto Sputafuoco (Spitfire in originale), poi anche con la famiglia dei paperi; la prima storia italiana in cui appare è Mago Merlino presenta: Paperino e la "850" (1964) disegnata da Giovan Battista Carpi. Nel 1965 nascono due ulteriori filoni narrativi, destinati a confluire: Bob Ogle e Paul Murry le fanno incontrare Macchia Nera, di cui si innamora perdutamente, mentre Jim Fletcher la presenta come collega di stregonerie di Amelia, perché la va a trovare spesso sul Vesuvio, anche se i rapporti tra le due non sono dei migliori; Magò è soprattutto interessata ai filtri d'amore di Amelia, che spera possano aiutarla a conquistare il suo amato Macchia.
In altre storie Maga Magò non è personaggio negativo: talvolta compare come vicina di Nonna Papera, oppure interagisce con Topolino e Pippo, o ancora la si vede pazzamente innamorata di Archimede Pitagorico o di Dinamite Bla, e per questo motivo viene accolta nell'associazione delle "zitelle anonime", il cui unico scopo è quello di conquistare Dinamite: in cambio, le zitelle danno consigli alla maga su come conquistare Macchia Nera.
Graficamente la Magò dei fumetti è più alta della sua controparte animata ed ha i capelli biondi anziché violetti. Magò è apparsa in numerosi fumetti prodotti negli Stati Uniti dalla Studio Program negli anni sessanta e settanta per il mercato estero: la maggior parte delle storie sono state pubblicate in Europa e in Sud America. Oltre agli artisti sopra riportati ci sono Wolfgang Schäfer e Katja Schäfer.